# Захир, Халида
Халида Захир (англ. Khalida Zahir; 1927, Омдурман, Судан — 2015) — суданский медик, общественный деятель, правозащитница. Первая в Судане женщина-врач.

## Биография
Родилась в семье офицера Силах обороны Судана.
В 1952 году окончила хартумскую Медицинскую школу Китченера (ныне Хартумский университет). Вместе с З. Серкисяни стала первой женщиной-медиком в Судане.
В 1946 году Х. Захир вместе с Фатимой Талиб была соучредителем первой суданской женской организации — Культурного общества молодых женщин, которая учила женщин читать и писать, боролась с неграмотностью, давала им советы о здоровье, борьбе с суевериями.
В 1952 году также была одной из основательниц (наряду с Фатимой Ахмед Ибрахим) Союза женщин Судана. Активно участвовала в проведении кампании за избирательные права и права на труд женщин. Сотрудничала с людьми разных убеждений и происхождения, боролась с племенными предрассудками.
Одновременно с общественно-политической деятельностью, занималась медициной, бесплатно лечила бедных людей в своей клинике.
Х. Захир некоторое время возглавляла управление педиатрии в министерстве здравоохранения Судана. В 1986 году ушла в отставку с этого поста.